# CEV Champions League 2013-2014 (maschile)
La CEV Champions League di pallavolo maschile 2013-2014 si è svolta dal 22 ottobre 2013 al 23 marzo 2014: al torneo hanno partecipato 28 squadre di club europee e la vittoria finale è andata per la terza volta al Volejbol'nyj klub Belogor'e.

## Sistema di qualificazione
All'edizione del 2013-2014 hanno preso parte 28 squadre provenienti dalle 54 federazioni affiliate alla CEV. Per ogni federazione hanno partecipato un certo numero di club a seconda della Ranking List aggiornata annualmente; federazioni con un coefficiente maggiore hanno avuto più club rispetto a quelle con un punteggio minore. Il massimo di compagini per ogni nazione è di tre, privilegio riservato per questa edizione all'Italia ed alla Polonia, anche se grazie alle wild card hanno goduto di tre squadre anche la Russia e la Turchia.
Di seguito è riportato lo schema di qualificazione (su base Ranking List 2013):
- Posizioni 1-2 ( Italia,  Polonia): 3 squadre
- Posizioni 3-8 ( Belgio,  Francia,  Germania,  Grecia,  Russia,  Turchia): 2 squadre
- Posizioni 9-16 ( Austria,  Bulgaria,  Montenegro,  Rep. Ceca,  Romania,  Serbia,  Slovenia,  Spagna): 1 squadra

Le wild cards sono state assegnate all'Austria, alla Repubblica Ceca, alla Russia, alla Svizzera e alla Turchia.

## Squadre partecipanti
| - Aich/Dob - Tirol - Maaseik - Roeselare - Marek Junion-Ivkoni - Paris - Tours | - Charlottenburg - Friedrichshafen - Olympiakos - Lube - Piacenza - Trentino - Budvanska rivijera | - Asseco Resovia - Jastrzębski Węgiel - ZAKSA - České Budějovice - Ostrava - Tomis Costanza - Belogor'e | - Lokomotiv Novosibirsk - Zenit-Kazan - ACH Volley - Lugano - Arkas - Galatasaray - Halkbank |

## Fase a gironi

### Gironi
| Girone A                                      | Girone B                             | Girone C                                                 | Girone D                             | Girone E                                        | Girone F                                         | Girone G                                    |
| --------------------------------------------- | ------------------------------------ | -------------------------------------------------------- | ------------------------------------ | ----------------------------------------------- | ------------------------------------------------ | ------------------------------------------- |
| ACH Volley Marek Junion-Ivkoni Piacenza Tours | Belogor'e Maaseik Ostrava Olympiakos | Budvanska rivijera České Budějovice Paris Asseco Resovia | Charlottenburg Arkas Lugano Trentino | Aich/Dob Zenit-Kazan Lube Lokomotiv Novosibirsk | Halkbank Tomis Costanza Tirol Jastrzębski Węgiel | Friedrichshafen Galatasaray ZAKSA Roeselare |

## Play-off a 12
I sorteggi per gli accoppiamenti dei playoff a 12 si sono svolti il 19 dicembre 2013 a Lussemburgo ( Lussemburgo), alla presenza del comitato esecutivo della CEV. In quest'occasione è stata anche scelta la città turca di Ankara come organizzatrice della Final Four. Conseguentemente la squadra dello Halk Bankası Spor Kulübü, seconda classificata del girone F, è stata qualificata d'ufficio alle semifinali; il suo posto nel sorteggio è stato preso dalla successiva migliore sesta seconda, il Maaseik, proveniente dal girone B.

### Squadre qualificate
- Belogor'e
- Jastrzębski Węgiel
- Zenit-Kazan
- Piacenza[3]
- Asseco Resovia
- Trentino

## Play-off a 6

### Squadre qualificate
- Halkbank[4]
- Belogor'e
- Jastrzębski Węgiel
- Zenit-Kazan

## Final Four
La Final Four si è disputata ad Ankara ( Turchia) e gli incontri si sono svolti allo TVF SC Baskent Sports Hall. Le semifinali si sono giocate sabato 22 marzo, mentre la finale 3º/4º posto e la finalissima si sono giocate domenica 23 marzo.
Gli accoppiamenti della Final Four, stabiliti dal regolamento CEV, hanno previsto che in caso di qualificazione di due squadre della stessa nazione, queste si incontrino in semifinale: questa eventualità si è verificata tra le squadre russe del Volejbol'nyj klub Belogor'e e Volejbol'nyj Klub Zenit.

### Finali 1º e 3º posto
|  | Semifinali         | Semifinali         | Semifinali |           |          | Finale             | Finale             | Finale             |  |
|  |                    |                    |            |           |          |                    |                    |                    |  |
|  | Jastrzębski Węgiel | Jastrzębski Węgiel | 0          |           |          |                    |                    |                    |  |
|  | Jastrzębski Węgiel | Jastrzębski Węgiel | 0          |           |          |                    |                    |                    |  |
|  | Halkbank           | Halkbank           | 3          |           |          |                    |                    |                    |  |
|  | Halkbank           | Halkbank           | 3          |           | Halkbank | Halkbank           | 1                  |                    |  |
|  |                    |                    |            |           | Halkbank | Halkbank           | 1                  |                    |  |
|  |                    |                    | Belogor'e  | Belogor'e | 3        |                    |                    |                    |  |
|  | Belogor'e          | Belogor'e          | Belogor'e  | Belogor'e | 3        | 3                  |                    |                    |  |
|  | Belogor'e          | Belogor'e          |            |           |          | 3                  |                    |                    |  |
|  | Zenit-Kazan        | Zenit-Kazan        | 1          |           |          | Finale 3º/4º posto | Finale 3º/4º posto | Finale 3º/4º posto |  |
|  | Zenit-Kazan        | Zenit-Kazan        | 1          |           |          |                    |                    |                    |  |
|  |                    |                    |            |           |          |                    |                    |                    |  |
|  |                    |                    |            |           |          | Jastrzębski Węgiel | Jastrzębski Węgiel | 3                  |  |
|  |                    |                    |            |           |          | Jastrzębski Węgiel | Jastrzębski Węgiel | 3                  |  |
|  |                    |                    |            |           |          | Zenit-Kazan        | Zenit-Kazan        | 1                  |  |